# Károly Takács
Károly Takács (ordinul de nume maghiar Takács Károly) (n. 21 ianuarie 1910, Budapesta, Austro-Ungaria – d. 5 ianuarie 1976, Budapesta, Republica Populară Ungară) a fost primul trăgător de tir care a câștigat două medalii olimpice de aur în proba de 25 de metri cu foc rapid, ambele cu stânga mână după ce mâna dreaptă a fost grav rănită. Este al treilea sportiv cunoscut cu dizabilități fizice care a concurat la Jocurile Olimpice după George Eyser în 1904 și Olivér Halassy în 1928, urmat de Liz Hartel în 1952, Neroli Fairhall în 1984 și Oscar Pistorius în 2012.
Takács s-a născut la Budapesta și s-a alăturat armatei maghiare. Până în 1936, era un trăgător de pistoale de talie mondială, dar i s-a refuzat un loc în echipa maghiară de tragere pentru Jocurile Olimpice de vară din 1936 pe motiv că era sergent și numai ofițerii comisari aveau voie să concureze. Această interdicție a fost ridicată în Ungaria după Jocurile de la Berlin, iar Takács avea așteptări de succes la Jocurile Olimpice de vară din 1940, programate să aibă loc la Tokio.
În timpul antrenamentului armatei din 1938, mâna dreaptă a fost grav rănită când a explodat o grenadă defectă. Takács a fost hotărât să-și continue cariera de fotografiere și a trecut la fotografiere cu mâna stângă. A practicat în secret, surprinzându-i pe conaționali când a câștigat campionatul național maghiar de tir cu pistolul în primăvara anului 1939. De asemenea, a fost membru al echipei maghiare care a câștigat Campionatul Mondial de Tir UIT din 1939 în cadrul evenimentului. Jocurile Olimpice programate pentru 1940 și 1944 au fost anulate din cauza celui de-al doilea război mondial. Totuși, Takács a surprins lumea câștigând medalia de aur la Jocurile Olimpice de vară din 1948 de la Londra, în vârstă de 38 de ani, învingându-l pe favoritul, argentinianul Carlos Enrique Díaz Sáenz Valiente, campionul mondial en-titre. Valiente s-a apropiat de Takács înainte de eveniment și l-a întrebat ce face acolo (aflând despre accidentul său). Răspunsul său a fost că a fost acolo pentru a învăța, stabilind un record mondial. Valiente l-a felicitat ulterior, spunând că ați aflat că Takács a câștigat a doua medalie de aur în același eveniment la Jocurile Olimpice de vară din 1952 de la Helsinki. După meci, Valiente l-a felicitat din nou și a spus „ai învățat mai mult decât suficient acum este timpul să mă înveți”.